# Psaliodes pomona
Psaliodes pomona là một loài bướm đêm trong họ Geometridae.